# Nobiellus inclusus
Nobiellus inclusus är en skalbaggsart som beskrevs av Edmund Reitter 1892. Nobiellus inclusus ingår i släktet Nobiellus och familjen Aphodiidae. Inga underarter finns listade i Catalogue of Life.